# Grand-Aigueblanche
Grand-Aigueblanche – gmina we Francji, w regionie Owernia-Rodan-Alpy, w departamencie Sabaudia. W 2016 roku liczba ludności wynosiła 3931 mieszkańców. Przez gminę przepływa rzeka Isère. 
Gmina została utworzona 1 stycznia 2019 roku z połączenia trzech ówczesnych gmin: Aigueblanche, Le Bois oraz Saint-Oyen. Siedzibą gminy została miejscowość Aigueblanche. 